# Buckland (Oxfordshire)
Buckland is een civil parish in het bestuurlijke gebied Vale of White Horse, in het Engelse graafschap Oxfordshire met 588 inwoners.

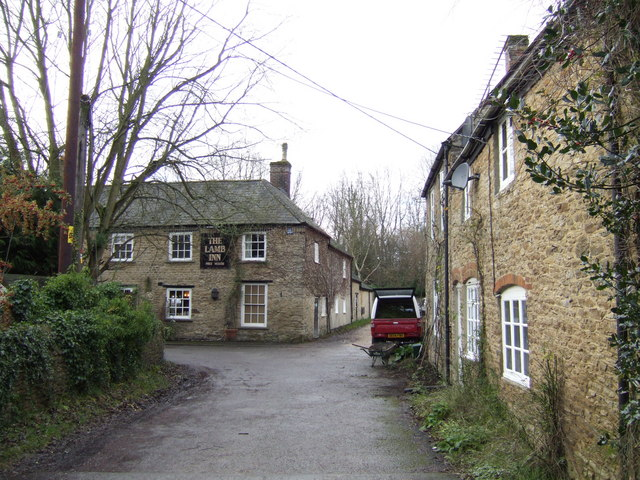
Lamb Inn